# Derechos especiales de giro
Los derechos especiales de giro (DEG, en inglés Special Drawing Rights: SDR) son una demanda potencial sobre las monedas libremente utilizables de los miembros del Fondo Monetario Internacional. DEG tiene como código internacional ISO 4217 el código XDR. Esta unidad de cuenta creada sobre cuatro monedas nacionales por el Fondo Monetario Internacional en 1969, no es aceptada para realizar transacciones y representa una ínfima fracción del total de las reservas internacionales. En octubre de 2016 se incorporó oficialmente una quinta moneda, el yuan chino.

## Definición
Los derechos especiales de giro son definidos en términos de una cartera de monedas "fuertes" utilizadas en el comercio internacional y las finanzas. En la actualidad, las monedas en la cartera son el renminbi, euro, la libra esterlina, el yen y el dólar estadounidense. Antes de la introducción del euro en 1999, el marco alemán y el franco francés estaban incluidos en la cartera. La cantidad de cada moneda que hacen un DEG se determina de acuerdo con la importancia relativa de la moneda en el comercio y las finanzas internacionales. La determinación de las monedas en la cartera del DEG y la determinación de sus cantidades son realizadas por el comité ejecutivo del Fondo Monetario Internacional (FMI) cada cinco años. 

En febrero de 2011, el entonces responsable del FMI, Dominique Strauss-Kahn, instó a los países miembros a adoptar el DEG como divisa de reserva en detrimento del dólar estadounidense, para dar más estabilidad al sistema financiero mundial y prevenir futuras crisis. El volumen de DEGs se incrementó drásticamente durante su gestión, sobre todo como respuesta a la crisis global de 2008. Sin embargo, Strauss-Kahn renunció al cargo en mayo de 2011 por una acusación de ataque sexual. Luego, en una reunión de directores del organismo efectuada en octubre del mismo año, se consideró que no debía incrementarse el tamaño de la canasta en DEGs, aludiendo a la necesidad de evitar supuestos costes excesivos y confusiones para los usuarios del instrumento. La iniciativa no ha prosperado desde entonces. La idea original era elevar el volumen de DEG hasta el equivalente a dos billones USD (seis veces su valor a 2014) para minimizar la necesidad de dólares de los bancos centrales.
Las cantidades exactas de cada moneda en la cartera y sus relativas contribuciones aproximadas al valor de un DEG, tanto antes como ahora, son las siguientes:
| Período   | USD            | DEM             | FRF             | JPY            | GBP            |        |
| --------- | -------------- | --------------- | --------------- | -------------- | -------------- | ------ |
| 1981–1985 | 0.540 (42%)    | 0.460 (19%)     | 0.740 (13%)     | 34.0 (13%)     | 0.0710 (13%)   |        |
| 1986–1990 | 0.452 (42%)    | 0.527 (19%)     | 1.020 (12%)     | 33.4 (15%)     | 0.0893 (12%)   |        |
| 1991–1995 | 0.572 (40%)    | 0.453 (21%)     | 0.800 (11%)     | 31.8 (17%)     | 0.0812 (11%)   |        |
| 1996–1998 | 0.582 (39%)    | 0.446 (21%)     | 0.813 (11%)     | 27.2 (18%)     | 0.1050 (11%)   |        |
| Período   | USD            | EUR             | EUR             | JPY            | GBP            |        |
| 1999–2000 | 0.5820 (39%)   | 0.3519 (32%)    | 0.3519 (32%)    | 27.2 (18%)     | 0.1050 (11%)   |        |
| 2001–2005 | 0.5770 (45%)   | 0.4260 (29%)    | 0.4260 (29%)    | 21.0 (15%)     | 0.0984 (11%)   |        |
| 2006–2010 | 0.6320 (44%)   | 0.4100 (34%)    | 0.4100 (34%)    | 18.4 (11%)     | 0.0903 (11%)   |        |
| 2011–2016 | 0.6600 (41.9%) | 0.42300 (37.4%) | 0.42300 (37.4%) | 12.1000 (9.4%) | 0.1110 (11.3%) |        |
| Período   | USD            | EUR             | EUR             | JPY            | GBP            | CNY    |
| 2016–2020 | 41.73%         | 30.93%          | 30.93%          | 8.33%          | 8.09%          | 10.92% |

## Propósitos
Los derechos especiales de giro (DEG) son utilizados como unidad de cuenta por el Fondo Monetario Internacional y otras muchas organizaciones internacionales. Pocos países fijan sus monedas al DEG y siendo utilizado en convenios financieros internacionales. Un ejemplo de uso de los DEG, es que se utiliza para fijar las indemnizaciones por daños a pasajeros y equipaje en el transporte aéreo internacional. Estos límites fueron originalmente establecidos por la Convención de Varsovia de 1929 en Francos Franceses, y fueron re-adaptados a DEG mediante el Convenio de Montreal de 1975.
En Europa, la zona euro utiliza el DEG como base para establecer los valores de diferentes denominaciones como la Lats letón. Este es el resultado del actual estatuto de la tasa de cambio europea que aplica completamente a la CE.
La gran mayoría de Acuerdos Comerciales bilaterales utilizan el DEG como unidad de cuenta para fijar parámetros de referencia en circunstancias en las que se necesita hacer alusión a valores que, manteniendo un valor semi constante, sean susceptibles de reflejar variaciones importantes de los tipos de cambio. Por ejemplo, los "umbrales" por sobre los cuales se aplican disposiciones sobre compras públicas son fijados en DEGs.
DEG fue creado básicamente para reemplazar el oro en las transacciones internacionales. Al estar esto bajo estrictos estándares internacionales, la cantidad de oro en todo el mundo es relativamente fija y las economías de todos los miembros participantes del FMI como agregados crece y, por lo tanto, crece la necesidad de incrementar la unidad básica o los estándares proporcionados. Por lo tanto, el DEG o "papel de oro" son créditos que las naciones con una balanza  comercial positiva pueden emitir sobre naciones con una balanza comercial deficitaria.
El llamado "papel de oro" es un poco más que una transacción bancaria dentro del libro mayor de cuentas, lo que elimina la logística y los problemas de seguridad del transporte de oro entre naciones.